# Presidente Prudente
Presidente Prudente est une commune brésilienne de l'ouest de l'État de São Paulo, située à 558 km à l'ouest de la commune de São Paulo.

## Géographie
Presidente Prudente se situe à une altitude de 475 m.
Sa population était de 207 610 habitants au recensement de 2010 et de 222 192 en 2015 selon l'estimation de l'Institut brésilien de géographie et de statistiques. La commune s'étend sur 560,637 km2.
Elle est le principal centre urbain de la microrégion de Presidente Prudente, dans la mésoregion de Presidente Prudente.
Presidente Prudente est situé dans la région occidentale de l'État de São Paulo, dans la mésorégion et la microrégion du même nom, à 558 kilomètres de São Paulo, la capitale de l'État, et à 979 kilomètres de Brasilia, la capitale fédérale. Il occupe une superficie de 562 974 km² et est bordé au nord par les municipalités de Flora Rica, Flórida Paulista et Mariápolis ; Pirapozinho, Anhumas et Regente Feijó au sud ; Caiabu à l'est ; et Alfredo Marcondes, Álvares Machado et Santo Expedito à l'ouest.

## Histoire
La municipalité est créée le 14 septembre 1917 par le colonel Francisco de Paula Goulart par la séparation administrative de Conceição de Monte Alegre (aujourd'hui Paraguaçu Paulista). D'abord nommée Vila Goulart, en référence à son fondateur, elle reçoit son nom actuel  en l'honneur de l'ancien président brésilien Prudente de Moraes.

## Politique et administration
La ville est administrée par un maire et un conseil municipal de treize membres élus pour un mandat de quatre ans. Les dernières élections ont eu lieu le 15 novembre 2020.

### Maires
| Période | Période  | Identité                        | Étiquette  | Qualité |
| ------- | -------- | ------------------------------- | ---------- | ------- |
| 2001    | 2007     | Agripino de Oliveira Lima Filho | PTB        |         |
| 2007    | 2008     | Carlos Roberto Biancardi        | PSDB       |         |
| 2009    | 2016     | Milton Carlos de Mello          | PTB        |         |
| 2017    | 2020     | Nelson Roberto Bugalho          | PTB / PSDB |         |
| 2021    | En cours | Edson Thomazini                 | PSB        |         |

## Personnalités
- Abner Vinícius, footballeur professionnel brésilien, est né à Presidente Prudente.
- Matheus Martinelli, footballeur professionnel brésilien, est né à Presidente Prudente.

## Infrastructure
En 2000, la ville comptait 55 178 domicile, dont des appartements, des maisons et des chambres. Sur ce total, 39.445 étaient des propriétés en propriété, dont 32.076 étaient déjà payées (58,13%), 7.369 étaient en cours d'acquisition (13,75%) et 10.445 étaient louées (18,93%) ; 5.187 propriétés ont été transférées, 810 par l'employeur (1,47%) et 4.377 transférées d'une autre manière (7,93%). 101 étaient occupés d'une autre manière (0,18%). La municipalité a traité l'eau, l'électricité, les eaux usées, le nettoyage urbain, les téléphones fixes et portables. En 2000, 96,84% des ménages étaient desservis par le réseau général d'adduction d'eau ; 97,29% des foyers disposaient d'un ramassage des ordures et 95,01% des foyers disposaient d'un égout sanitaire.